# Svit Sešlar
Svit Sešlar (Maribor, 9 de enero de 2002) es un futbolista esloveno que juega en la demarcación de centrocampista para el Eyüpspor de la Superliga de Turquía.

## Selección nacional
Tras jugar en las categorías inferiores de la selección, finalmente hizo su debut con la selección de fútbol de Eslovenia en un partido de la Liga de Naciones de la UEFA 2024-25 contra Noruega que finalizó con un resultado de 1-4 a favor del combinado noruego tras el gol de Benjamin Šeško para Eslovenia, y de Erling Haaland, Jens Petter Hauge y un doblete de Antonio Nusa para Noruega.

## Clubes
| Club                  | País      | Año       | Partidos | Goles |
| --------------------- | --------- | --------- | -------- | ----- |
| FC Drava Ptuj         | Eslovenia | 2018      | 6        | 1     |
| NK Krka (cedido)      | Eslovenia | 2020      | 3        | 1     |
| NK Olimpija Ljubljana | Eslovenia | 2020-2023 | 94       | 13    |
| Eyüpspor              | Turquía   | 2023-2024 | 25       | 2     |
| NK Celje (cedido)     | Eslovenia | 2024-2025 | 43       | 13    |
| Eyüpspor              | Turquía   | 2025-     |          |       |

## Palmarés

### Títulos nacionales
| Título                    | Club                     | País      | Año  |
| ------------------------- | ------------------------ | --------- | ---- |
| Copa de Eslovenia         | N. K. Olimpija Ljubljana | Eslovenia | 2021 |
| Primera Liga de Eslovenia | N. K. Olimpija Ljubljana | Eslovenia | 2023 |
| Copa de Eslovenia         | N. K. Olimpija Ljubljana | Eslovenia | 2023 |
| Copa de Eslovenia         | N. K. Celje              | Eslovenia | 2025 |